# Los Hermanos Castro
The Castro Brothers o Los Hermanos Castro fueron un cuarteto de cantantes originarios de México en las décadas de 1960 y 1970.

## Historia
El grupo original fue creado en los años 1940 y se llamaba "Los Panchitos" (No confundir con Los Panchos). Fue fundado por los 3 hermanos: Arturo en el requinto, Jorge, y Javier Castro en las guitarras. Sus edades variaban de los 6 a los 10 años. Posteriormente Arturo tocó el piano, Jorge era el baterista y Javier tocaba el contrabajo. En una entrevista con Gualberto Castro, circa 1982, Gualberto dijo: "Javier era tan solo un bebé cuando cantaban y tocaban como 'Los Panchitos'. Mi tío lo sostenía en una silla para que pudiera tocar el contrabajo."
Cuando "Los Panchitos" tocaban en restaurantes o bares en la Ciudad de México, Gualberto Castro, primo primero de los hermanos, tenía alrededor de 13 años de edad, estaba tratando por su cuenta ser un cantante profesional. Con frecuencia Arturo lo acompañaba al piano en sus presentaciones; sus primos (los Panchitos) sabían que él cantaba bien, pero tenían problemas para encontrar donde trabajar. El padre de Gualberto, Antonio, habló con su hermano y decidieron que Arturo, Jorge, Javier y Gualberto se juntaran en un grupo. Cuando Gualberto entró al grupo cambiaron su nombre de "Los Panchitos" a "Los Hermanos Castro."
Los miembros originales fueron Arturo Castro al piano y posteriormente teclados, arreglista, compositor y cantante; Javier Castro, cantando y contrabajo, posteriormente bajo eléctrico, (Javier es el padre de la actriz mexicana Daniela Castro); Jorge Castro, tenor y ritmos; y Gualberto Castro tenor y contratenor. Con un humilde comienzo, Los Hermanos Castro cantaron en la Ciudad de México en centros nocturnos, bares, teatros hasta que un agente neoyorquino los descubrió y los contrató para trabajar en Nueva York en el Copacabana.
El grupo tiene armonías a cuatro voces que replicaban las armonías del Jazz y Swing que los separó de las armonías tradicionales y los otros grupos musicales . Las armonías logradas con los juegos vocales de los dos tenores y las voces más graves de Arturo y Javier las usaron para interpretar Bossa nova, Samba y jazz, fue la razón para que los contrataran en diversos lugares de EEUU. A mediados de los años 1960 fueron contratados en varios lugares de Las Vegas, Nevada. Actuaron con Paul Anka, Judy Garland, en muchos lugares como el Casino de París en el Dunes de Las Vegas, financiados por Frederick Apcar.
Se presentaron en Cuba, España, Puerto Rico, Centroamérica y Argentina entre otros lugares. Cantaron en televisión para shows como The Judy Garland Show. Muchas de las canciones fueron escritas por Arturo. Su sencillo "Un Hombre y Una Mujer" alcanzó el tercer lugar en la lista de mayores éxitos de Puerto Rico en junio de 1967. En 1971 ganaron el "Festival Brasileño".
A finales de los años 1970 el grupo regresó a México al mismo tiempo que Gualberto lanzó su carrera como solista. En ese momento Benito Castro, que formaba parte del grupo como operador de audio e hijo de Arturo Castro, alias "el Bigotón Castro", un muy famoso comediante mexicano, entró de forma definitiva al grupo como cantante.
En la actualidad ya han fallecido todos.